# 国民自卫军
国民自卫军（法語：Garde Nationale），又译国民警卫队，是法国大革命时期，各城市效仿巴黎的国民自卫军组建的民兵组织。这是一支区别于正规军的独立军事力量，最初由拉法耶特侯爵指挥，然后短暂地归Mandat侯爵指挥。直到1792年的夏天它还与资产阶级有密切联系，并支持君主立宪制。国民自卫军对革命有一定影响，但后来被拿破仑解除武装，仅在1809年和1814年被召回用以保卫法兰西。在皇帝被流放后，国民自卫军重建并继续在19世纪的每一次革命中扮演重要角色。2016年，法國政府第二度組建國民自衛軍，以應對國內一系列的恐怖攻擊行動，同時作為法國軍隊及警察的預備役。

## 创建
混乱和盗窃蔓延到巴黎，市内的公民召开会议，同意建立一个由中产阶级组成的民兵组织，确保对法律和秩序的维护和捍卫宪法。拉法耶特在七月十五日当选为民兵的统帅，这个组织被命名为国民自卫军。随后法国各城市建立了自己的国民自卫军。

## 组织
国民自卫军的军官由选举产生。根据1791年10月14日颁布的法律，所有积极的公民（Active citizen）和他们的18岁以上的孩子被强制加入国民自卫军。他们的作用是维护法律和秩序，如果有必要的话还包括保卫领土。公民将他们的武器和制服保管在家里，并在需要的时候带上它们动身出发。在革命的伊始，国民卫队穿着蓝色制服，因为国王的穿着是蓝色的。

## 在法国大革命中的角色
原皇家卫队在1254年到1791年握有负责维护法律和秩序之权，直到国民自卫军取而代之。实际上，皇家卫队的前任指挥官，de La Rothière在1791年被推选领导国民自卫军。1792年之夏，自卫军的根本性质（fundamental character）改变。同盟被自卫军接纳，随后，在8月10日发生的Mandat侯爵被谋杀的暴动中的第一个小时，安托万约瑟夫桑泰尔接管了自卫军，自卫军的首领位置被激进革命者占据。君主制被废除后（1792年9月21日），国民卫队为革命而战，它在将巴黎的意愿强加于法国国民议会，使其被迫让路于“爱国”刺刀的力量方面发挥了重要作用。
共和二年热月9日后（1794年7月27日），热月政变的新政府把国民自卫军置于保皇党控制之下。国民自卫军试图在共和四年葡月13日（1795年10月5日）的保王党暴动中推翻督政府，但它被波拿巴率领的军队在葡月战役中击败了。此后，它被解除武装。

## 帝国时期
拿破仑不相信中产阶级的国民自卫军能够维持秩序和镇压暴动。因此，他创建了一支高度军事化的巴黎市自卫队（Municipal Guard of Paris）。然而，他并没有废除国民自卫军而仅仅满足于解除其武装。他将其作为后备军并动员国民自卫军用于1809年和1814年对法兰西的保卫。两万国民自卫军战士参加了1814年的巴黎战役。

## 复辟时期
在1814年的复辟之时，国民自卫军由路易十八维持，但组成国民自卫军的中产阶级对反动君主政体释放出敌意。查理十世在1827年将其解散但忽略了解除其武装，于是其武装在1830年的七月革命再次登上历史舞台。

## 1831年的国民自卫军
一支新的国民自卫军成立于1830年七月革命后的1831年。它参加了1848年革命并支持共和党人。拿破仑三世在第二帝国期间将其限制于次要事务，以减弱其自由主义和共和主义的影响力。在1870年的普法战争中它响应国防政府抵御普鲁士人以保卫巴黎的呼吁，并发挥了重要作用。在1871年3月至5月的巴黎公社起义中，国民自卫军成员在巴黎已扩大到包括所有身体健全可携带武器的公民。公社被法国军队击败后，自卫军于1872年3月14日被镇压并解散。

## 恢复（2016年至今）
近年来，法国发生了几次恐怖袭击，2014-15年法国恐怖事件加剧后，法国总统弗朗索瓦·奥朗德宣布成立新的第三国民自卫军。按照他的话，卫队将使用军事后备力量组建。奥朗德预计将于2016年9月就此事展开议会磋商。
2016年10月12日，在内阁每周一次的会议上，国民自卫军在145年后正式重组，成为法国军队的第五个军种，隶属于法国武装军队部。 振兴后的自卫军还将加强国家宪兵和国家警察在确保全国重大事件的安全的同时，履行其作为国家军警预备役的历史责任。
预计新自卫军将在2017年增至7.25万人，2018年增至8.6万人的国家储备。复兴卫队的组建将得到3.11亿欧元的专用预算的帮助，其人员来自预备役、私营部门成员和借调到该处的现役人员。与革命战争卫队不同，它的军官现在从陆军和国家宪兵队借调，都是各自院校的毕业生。
截至2019年，安妮·福杰拉特师担任国民自卫军秘书长，向国防参谋长和武装部队部长汇报工作。